# Kommutativitás
A matematikában a kommutativitás vagy felcserélhetőség a kétváltozós matematikai műveletek egy tulajdonsága. Olyan matematikai műveleteket neveznek így, melyeknél az összetevők sorrendjének felcserélése nem változtatja meg a művelet eredményét.

## Definíció
Legyen {\displaystyle (A;\cdot )} tetszőleges grupoid. Ha minden {\displaystyle a,b\in A} elemre teljesül, hogy {\displaystyle a\cdot b=b\cdot a}, akkor azt mondjuk, hogy a {\displaystyle \cdot } művelet kommutatív a {\displaystyle (A;\cdot )} grupoidban.

## Tulajdonságok
- Kommutatív {\displaystyle (A;\cdot )} félcsoportokban teljesül az általános kommutativitás tétele, azaz tetszőleges {\displaystyle a_{1},...,a_{n}\in A} elemekre az {\displaystyle a_{1}\cdot ...\cdot a_{n}\in A} szorzat eredménye független az {\displaystyle a_{1},...,a_{n}} tényezők sorrendjétől.[1]

## Példák
- A valós számokon értelmezett szokásos összeadás és szorzás műveletek kommutatívak.
- A valós számokon értelmezett kivonás művelet nem kommutatív: pl. {\displaystyle 3-5\neq 5-3}.
- A nullától különböző valós számokon értelmezett osztás sem kommutatív: pl. {\displaystyle {\frac {3}{8}}\neq {\frac {8}{3}}}.
- Az egyesítés és metszetképzés bármely, halmazokból álló alaphalmazon értelmezve kommutatív.
- A leképezések szorzása (függvénykompozíció) nem kommutatív: pl. {\displaystyle \sin(\cos(\pi ))\neq \cos(\sin(\pi ))}.

## Kommutatív struktúrák
- Abel-csoport